# Pudicitia

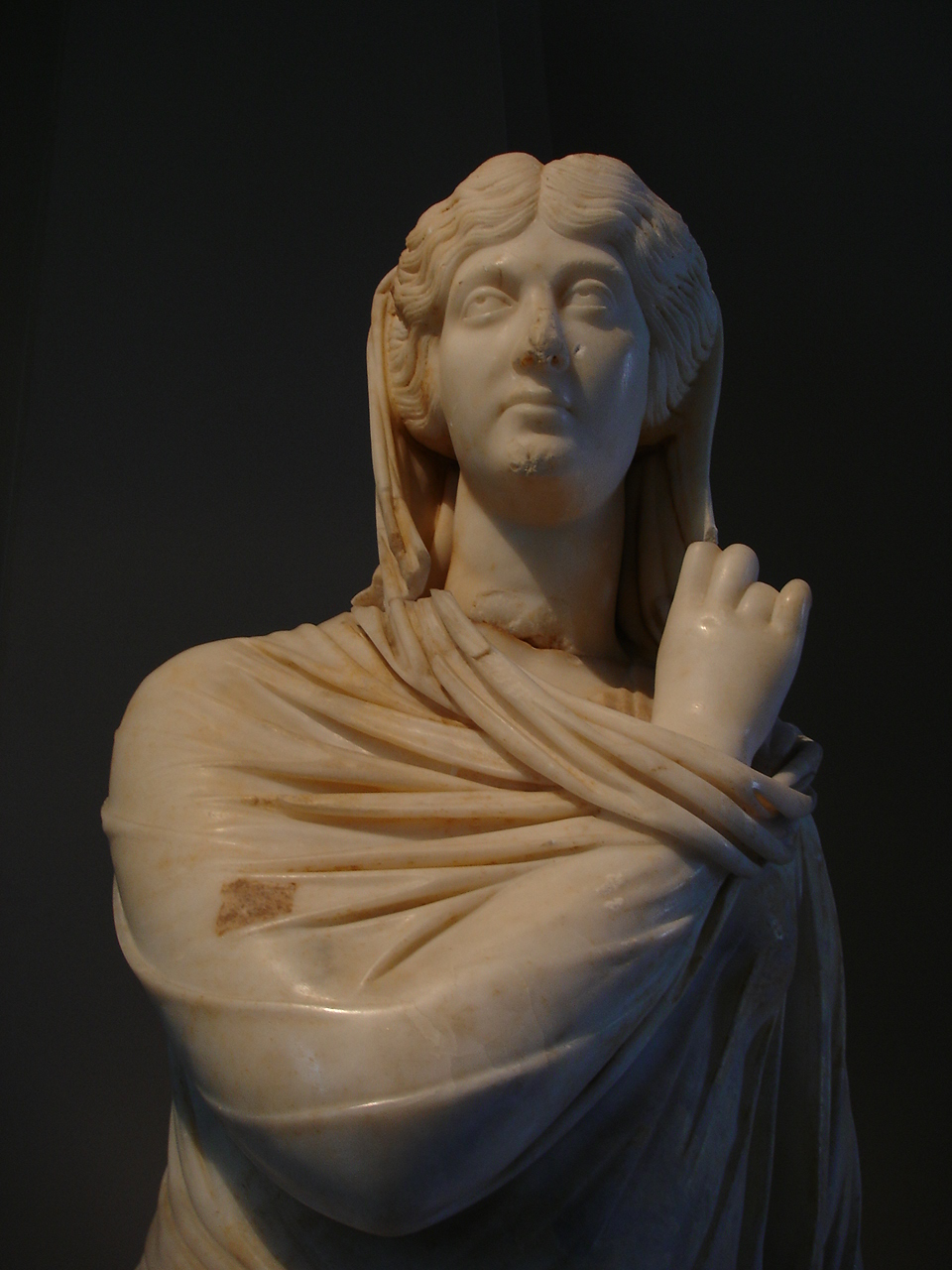
Cornelia Pudicitia als Pudicitia (2e eeuw, Archeologisch museum van Istanbul).

Pudicitia is een personificatie van de kuisheid.
Zij had te Rome twee tempels, een op het forum Boarium (de rundermarkt). Daar werd zij door de kuise vrouwen (matronae) vereerd, en wanneer een vrouw op wier levensgedrag iets te zeggen viel het heiligdom durfde naderen, werd zij met gestrengheid afgewezen. Toen echter Virginia, de eerste patricische vrouw die een plebejer, namelijk de consul Lucius Volumnius Flamma Violens (296 v.Chr.), huwde, door de overige patricische vrouwen uit de tempel werd geweerd, en men op de rechtmatigheid van haar eis om te worden toegelaten geen acht wilde slaan, richtte zij in haar eigen woning op de vicus longus een nieuw heiligdom op voor de Pudicitia Plebeia en nodigde de plebejische vrouwen uit aan de door haar gestichte dienst deel te nemen. De op het forum Boarium vereerde godin kreeg nu de naam van Pudicitia Patricia. De dienst van beide godinnen geraakte in verval toen het toenemend zedenbederf bij verreweg de meeste Romeinse vrouwen en meisjes elke gedachte aan kuisheid en eerbaarheid deed verdwijnen. Als de tijd waarop dat verval zich het eerst zou hebben geopenbaard, noemde men het jaar 154 v.Chr., toen boven het hoofd van het beeld van Iupiter Capitolinus eerst een palmtak was gegroeid, die de overwinning welke de Romeinen op Perseus zouden behalen had aangekondigd, maar spoedig daarop een wilde vijgenboom, het zinnebeeld van de onkuisheid, op dezelfde plek wortel had geschoten.
In de keizertijd richtte men altaren op voor de Pudicitia van de keizerin, als ten minste haar levensgedrag zulk een eerbewijs mogelijk maakte. Het eerst geschiedde dit met Livia, de gade van Augustus.
Pudicitia werd afgebeeld als een waardige matrona, die zich op zedige wijze in haar kleed hult en haar rechterhand daarin verbergt, of als een vrouw die op het punt staat om haar gelaat met een sluier te bedekken.